# Ninsun

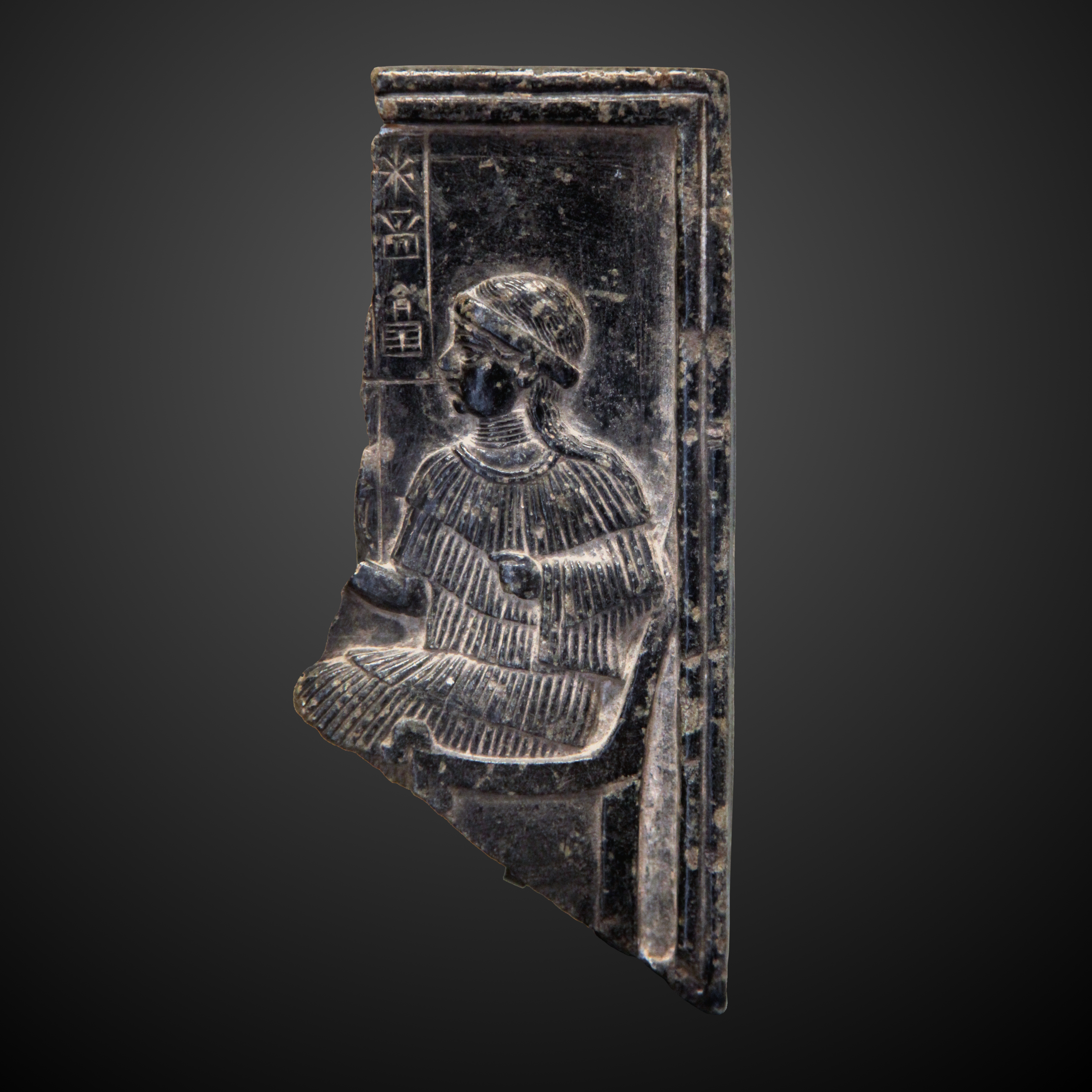
Fragment van steatieten reliëf gewijd aan de godin Ninsun (Neo-Sumerische periode, Louvre).

Ninsun ('dame van de wilde koeien') was een godin in de Soemerische mythologie en religie. Ze werd gezien als de moeder van de mythische herder Dumuzi en is daarmee de schoonmoeder van de (vruchtbaarheids)godin Inanna. In het Epos van Gilgamesj verschijnt ze als Rimat-Ninsun, en is ze tevens de moeder van de legendarische held Gilgamesj. In de laatsoemerische periode claimden enkele koningen Ninsun als hun moeder, zoals Gudea van Lagash, Urnammu van Ur en Shulgi van Ur. Epitheta van Ninsun zijn 'vereerde koe' en ook 'wijze kennisbewaarster', bijvoorbeeld omdat ze in staat is Gilgamesjs dromen te interpreteren.
In de Sumerische mythologie werd zij Gula genoemd, tot deze naam later in Nininsinna werd veranderd. Gulla werd dan in haar latere cultusvorm een Babylonische godin. Volgens de mythe van Pibalsags reis naar Nibru werd Ninsun aanvankelijk, dus in oudere dagen, Nininsinna genoemd. Volgens de oude Babylonische tekst huwde deze godin Pibalsag bij een rivieroever. Zij baarde daarna Damu.